# A Man Called E
A Man Called E är Mark Oliver Everetts (känd från bandet Eels) första album. Albumet släpptes 4 februari 1992.

## Låtlista
1. Hello Cruel World
2. Fitting In With The Misfit
3. Are You & Me Gonna Happen
4. Looking Out The Window With A Blue Hat On
5. Nowheresville
6. Symphony For Toy Piano In G minor
7. Mockingbird Franklin
8. I've Been Kicked Around
9. Pray
10. E's Tune
11. You'll Be The Scarecrow